# HFE-Mutation H63D
Die HFE-Mutation H63D ist eine Mutation des HFE-Gens mit Austausch von Histidin durch Asparaginsäure an der Stelle 63 des Hereditäre-Hämochromatose-Proteins. Sie kommt zu etwa 15 % (heterozygot) in der Normalbevölkerung vor, homozygot deutlich seltener. Letztere tragen das Risiko, an einem syndromatischen Geschehen zu erkranken.

## Verbreitung
Zu Häufigkeit und Verbreitung siehe: Hämochromatose Typ-1 Verbreitung

## Folgen der Mutation
Die Mutation H63D scheint nützlich gegen Eisenmangel und führt zu höherer Hämoglobinkonzentration beim männlichen Geschlecht. Homozygote Träger haben eine höhere Transferrinsättigung.

## Krankheitswert
Personen mit einer homozygoten H63D-Mutation (H63D/H63D) erkranken nur selten klinisch manifest an der klassischen Hämochromatose Typ 1 und haben dann nur eine geringe Eisenakkumulation.
H63D/H63D allein ist nur sehr selten genetische Ursache für eine Eisenüberladung. Wird dennoch eine Hyperferritinämie gefunden, sind üblicherweise weitere Faktoren vorhanden. Wie in Hämochromatose aufgeführt können Krankheitssymptome Leberschäden, Diabetes, Hautpigmentierung, Milzvergrößerung, Gelenkentzündung, Vorhofflimmern, psychische Krankheitszeichen und Hodenveränderungen sein.
Das „H63D-Syndrom“ ist ein extrem seltener jedoch gravierender Phänotyp, der einen kleinen Teil der die Mutation tragenden Personen betreffen kann und mit einer Überladung des Organismus mit nicht an Transferrin gebundenes Eisen einhergeht. Seine Erforschung dauert an.

## Assoziierte Erkrankungen
Unabhängig von einer klinischen Erkrankung bestehen bei Trägern dieser Mutation Assoziationen mit verschiedenen Syndromen und Erkrankungen.
Bereits in Hämochromatose Typ 1 genannt sind familiäre Alzheimer-Krankheit, Porphyria cutanea tarda Typ II, Porphyria variegata, neurodegenerativen Erkrankungen wie Alzheimer-Krankheit sowie – u. a. Erhöhungen der Bluttriglyceride.
Darüber hinaus wurden weitere Assoziationen beschrieben:
- Alpha-1-Antitrypsin-Mangel[11]
- Bluthochdruck, nicht aber für Herz-Kreislauf-Erkrankungen[12]
- Excitotoxizität (Nervenschädigung) durch Überaktivierung von Glutamatrezeptoren[13]
- möglicherweise durch Nahrungsergänzungsmittel ausgelöste Hepatitis[14]
- erhöhtes Krebsrisiko[15]
- Metabolisches Syndrom[16]
- Verminderte Muskelkraft der Skelettmuskulatur[17]
- Schlaganfall[18]
- Beta-Thalassämie.[19][20]

und weiteren Erkrankungen mit Eisenüberladung, siehe Hämochromatose.

## Herz
Eisenablagerungen im Herzen können zu Kardiomegalie und verminderter Ejektionsfraktion führen und sich klinisch als kongestive Herzinsuffizienz und Arrhythmie bemerkbar machen. Ein signifikanter Zusammenhang mit der Mutation H63D konnte nicht nachgewiesen werden.

## Hirnschädigungen
Ein relevantes potentielles Risiko ist die Schädigung des Gehirns (Neurodegeneration) durch Eisenakkumulation, die zu oxidativem Stress innerhalb der betroffenen Zellen und in der Folge zum Zelltod (Vernarbung von Hirngewebe) mit stark gestörter Neurotransmitter-Aktivität führen kann, die in Excitotoxizität resultieren kann. Ein vermehrtes Risiko für eine Parkinson-Krankheit wird uneinheitlich bewertet.

## Lebererkrankungen
Was die Leber betrifft, sind die Literaturangaben teilweise widersprüchlich. Bei alkoholbedingten Lebererkrankungen ist die Häufigkeit der Mutation nicht erhöht. Hinsichtlich der Frage, ob die Mutation zu einer signifikanten Verstärkung bei Hepatopathien (Krankheiten der Leber) wie Leberfibrose oder Fettleber führt, ist die Studienlage uneinheitlich.
Bei männlichen homozygoten Mutationsträgern besteht eine Korrelation mit Leberzirrhose anders: erhöhtes Risiko für nicht-alkoholbedingte Fettleber (NAFLD) und Leberzellkarzinom (HCC)ja, aber nicht für Leberzirrhose.
Zum Leberzellkarzinom bzw. zu dessen Tumoraggressivität besteht eine signifikante Beziehung anders:

## H63D-Syndrom
Nach dem derzeitigen Stand der Forschung können Personen mit einer homozygoten H63D-Mutation von HFE an einem syndromischen Geschehen erkranken, welches das Gehirn, das Nervensystem, das Herz, die Leber und – in geringerem Maße – die Nierenfunktion, Hautkrankheiten, die Blutbildung und andere vulnerable Organsysteme betreffen.
Eine ursächliche Behandlung steht nicht zur Verfügung, da nicht an Proteine gebundenes freies Eisen (NTBI) durch einen Aderlass oder ähnliche Verfahren nicht aus den Zellen entfernt werden kann. So können im Krankheitsfall allenfalls einige der Symptome gelindert werden. Eine diätische Kontrolle der Eisenzufuhr sollte im Fall einer homozygoten H63D Mutation nur unter Aufsicht einer medizinischen Ernährungsberatung erfolgen, da eine Überladung des Körpers mit nicht-proteingebundenem Eisen (NTBI), etwa aufgrund einer Hypotransferrinämie, parallel zu einem Mangel an Ferritin bestehen kann.